# كسر قلعي

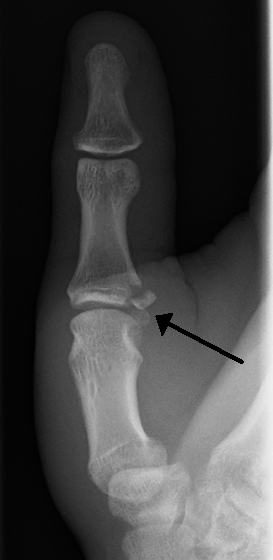
صورة بالأشعة السينية لكسر قلعي بأصبع الإبهام.

الكسر القلعي (بالإنجليزية: Avulsion fracture)‏ هو كسر في العظام يحدث عند انفصال جزء من العظم بعيداً عن الكتلة الرئيسة من العظم نتيجة الصدمات الجسدية. حيث يمكن أن يحدث هذا في الرباط بسبب القوى الخارجية للجسم (مثل السقوط أو الشد) أو في الوتر بسبب تقلص العضلات التي تفوق قوة ترابط العظام معاً. ويتم منع اقتلاع العضلات عموماً وذلك بسبب الاضطرابات العصبية في العضلات المنقبضة. ويمكن للمدربين الرياضيين ذوي القدرة العالية التغلب على تثبيط الجهاز العصبي للقوة وإنتاج قوة أكبر بكثير و قادرة على كسر أو تفتيت العظام.

## العلاج
إذا كان الكسر بسيط، فإن أخذ قسطاً من الراحة واستخدام الضمادة عادة ما يكون كافياً، ولكن في الحالات الأكثر خطورة قد تكون الجراحة ضرورية. و من الممكن استخدام الثلج للتخفيف من التورم/الانتفاخ.
بالنسبة للكسور القلعية المنزاحة من مكانها فإن أفضل طريقة للتعامل معها عن طريق إما الرد المفتوح و التثبيت الداخلي أو الرد المغلق و التدبيس. و يستخدم الرد المفتوح (باستخدام الشق الجراحي) والتثبيت الداخلي عند الحاجة بدبابيس أو مسامير أو أدوات مماثلة لعلاج الشظية العظمية.

## القلع في طب الأسنان

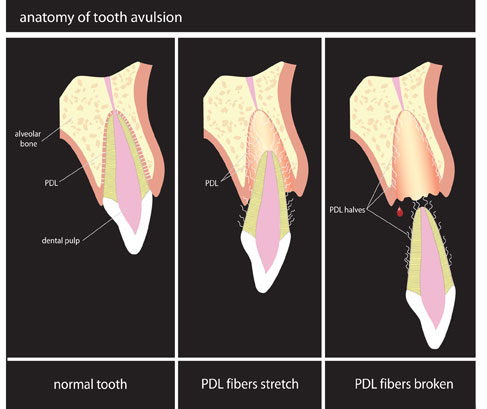
رسم يوضح مراحل قلع سن من سنخ السن (تجويف السن)

يعد الاقتلاع الكامل للسن من تجويفه في العظام السنخية من الحالات الطارئة الخطرة التي تصيب الأسنان وتتطلب معالجة (خلال 20-40 دقيقة من الإصابة) والتي بدورها تؤثر على تشخيص الأسنان.

## انقلاع الأحدوبة المشطية الخامسة

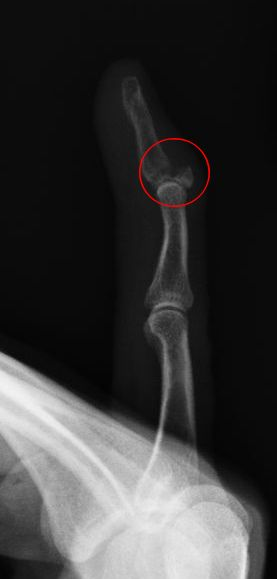
صورة بالأشعة السينية للإصبع الخمس من اليد اليمني تُبيّن وجود كسر قلعي

يعرف أيضا باسم كسر جونز الزائف حيث يكون الكسر في مشط القدم الخامس (العظم على الحافة الخارجية للقدم تمتد إلى إصبع القدم الصغير). ومن المحتمل أن سبب هذا الكسر هو العصب الجانبي من السفاق الأخمصي(وتر). ويكون علاج معظم هذه الكسور عن طريق الحذاء القوي أو ضماد من الجبس يسهل عملية المشي.
وتكون هذي الطرق لازمة حتى يتلاشى الألم ومن ثمّ يمكن للمريض العودة إلى الأنشطة العادية، ويتشفى المريض عادة خلال ثمانية أسابيع.

## كسر انقلاع الأحدوبة الظنبوبية

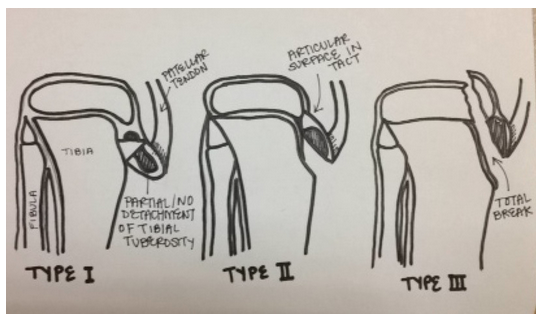
أنواع الكسر القلعي الثلاثة في أحدوبة الظنبوب.

إن كسر انقلاع الأحدوبة الظنبوبية هو عبارة عن فصل جزء من الأحدوبة الظنبوبية لقصبة الساق أو فصلها بأكملها. و يحدث هذا نتيجة للتقلص الشديد في عضلات الفخذ، وفي أغلب الأحيان يكون نتيجة القفز المرتفع. ويمكن علاج الكسور الجزئية باستخدام الأساليب التقليدية (الراحة، الثلج، الضغط، والارتفاع) ،ولكن غالبا ما تتطلب الكسور الكاملة عملية جراحية لتدبيس الأحدوبة الظنبوبية في مكانها مرة أخرى. يحدث كسر الأحدوبة الظنبوبية في الغالب للمراهقين الذين يمارسون الأنشطة الرياضية بشكل كبير، وقد أظهرت العديد من الدراسات أن تاريخ داء التَّنَكُّسُ العَظْمِيُّ الغُضْروفِيُّ لأُحْدوبَةِ الظُّنْبوب (التهاب الرباط الرضفي) مرتبط بالكسور.

## حدوثه في غير البشر
في عام 2001، نشر بروس روتشيلد وعلماء الدراسات القديمة دراسة فحص أدلة خلع الأوتار الديناصورات الأرضية. من بين الديناصورات التي أجريت الدراسات عليها، لوحظت إصابات قلعية فقط بين الديناصور والألوصور.
وتترك هذه الأنواع من الإصابات ندوباً على عظم العضد والكتف. وكان هناك نخر على عضم العضد في المتحف الميداني للتاريخ الطبيعي ويعتبر الديناصور ريكس أحد الأمثلة على هذا الاقتلاع. و تظهر هذه النخور في العضلة الدالية أو العضلة الأساسية. ويتضح من انقلاع الوتر في ديناصور ريكس أن الديناصى رات الأرضية قد تحتوي على جهاز عضلي أكثر تعقيداً ومختلف وظيفياً عن الطيور.